# Lunds Nya Kammarorkester
Lunds Nya Kammarorkester (LNK) är en fristående stråk-ensemble bestående av ca 15 amatörer och professionella musiker. LNK, som startades 1988 av före detta elever vid dåvarande Lunds kommunala musikskola, har genom ett variationsrikt program och regelbundna konserter nått en bred publik i Lund-regionen och är flitigt anlitad av körer och församlingar i Skåne. 
En viktig del i LNK:s arbete är att ge medlemmarna och konsertbesökarna möjlighet att upptäcka ny musik. LNK har flera gånger uruppfört ny musik komponerad speciellt till orkestern. Under åren har LNK även uppträtt och turnerat utomlands i bl.a. Frankrike, Taiwan, Italien, USA, Tyskland och Ungern. Lunds Nya Kammarorkester utgör idag en uppskattad del av Lunds kulturliv.